# Mark Woodforde
Mark Raymond Woodforde (født 23. september 1965 i Adelaide, Australien) er en mandlig tennisspiller fra Australien. Han var en af verdens bedste doublespillere i 1990'erne og vandt i løbet af sin karriere 17 grand slam-titler: 12 i herredouble og 5 i mixed double. Han vandt endvidere to OL-medaljer: guldmedalje i Atlanta i 1996 og sølvmedalje på hjemmebane i Sydney i 2000 – begge gange i herredouble med Todd Woodbridge som makker. Woodforde var en del af det australske hold, der vandt Davis Cup i 1999, og han blev tre gange kåret som ITF-verdensmester i herredouble: i 1996, 1997 og 2000 med Woodbridge som makker.
Woodforde vandt 67 ATP-turneringer i herredouble, heraf to ATP Tour World Championships og 14 ATP Tour Masters 1000-titler, og 4 ATP-singletitler.
Han var nr. 1 på ATP's verdensrangliste i herredouble i 83 uger i perioden 1992-2001, hvoraf den længste sammenhængende periode var 52 uger i træk fra 14. oktober 1996 til 12. oktober 1997. Hans bedste placering på singleranglisten var nr. 19 den 22. april 1996
Han blev i 2010 valgt ind i International Tennis Hall of Fame, og sammen med Todd Woodbridge blev han i 2014 tildelt Philippe Chatrier-prisen af International Tennis Federation for deres indsats for tennissporten.